# Gedeckte Brücke

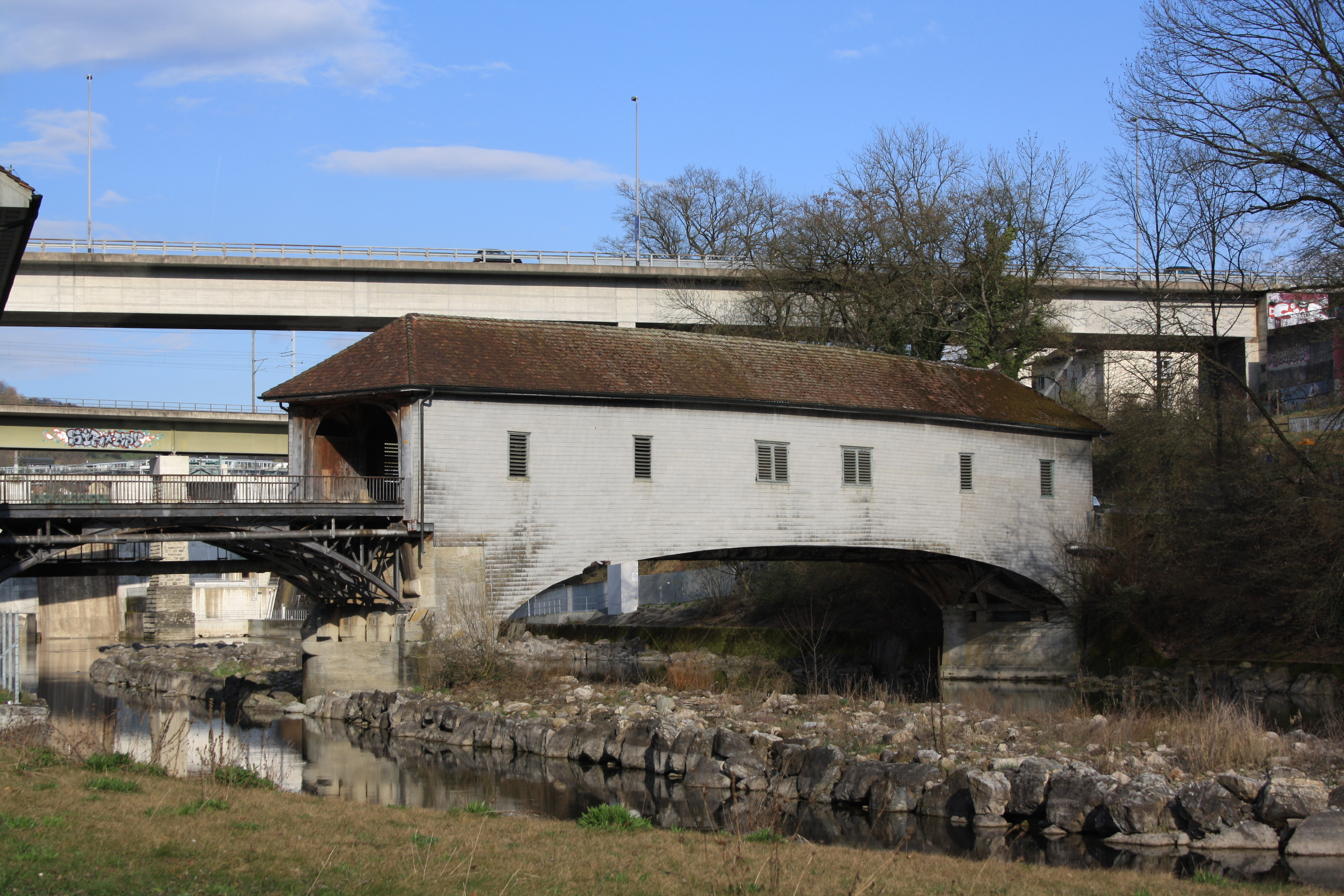
Gedeckte Brücke in Wettingen

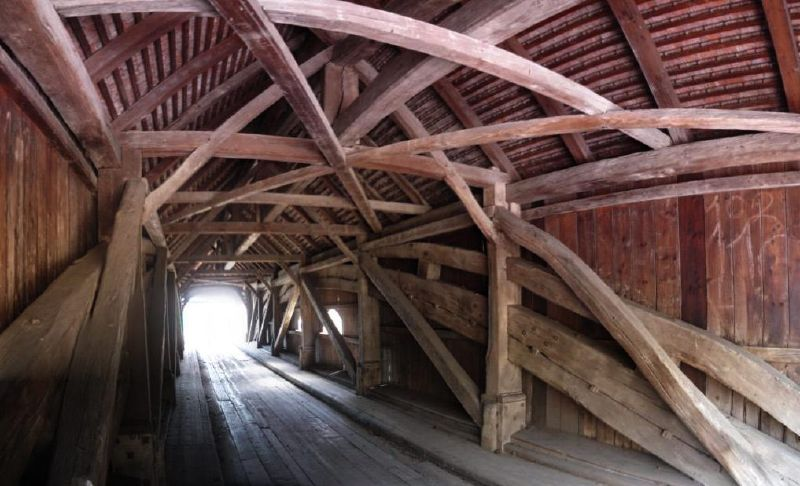
Innenansicht der von Johannes Grubenmann gebauten Brücke über die Glatt bei Rümlang

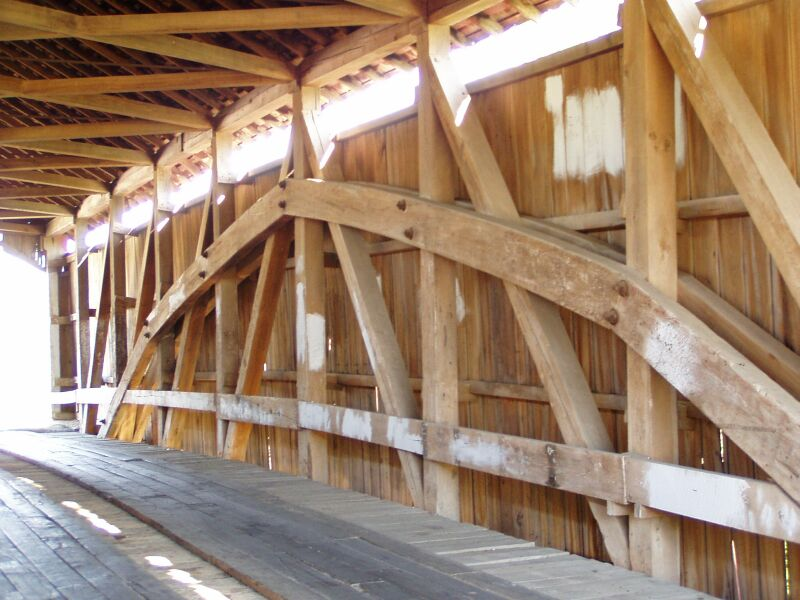
Seitenwand einer Brücke mit Burr-Träger

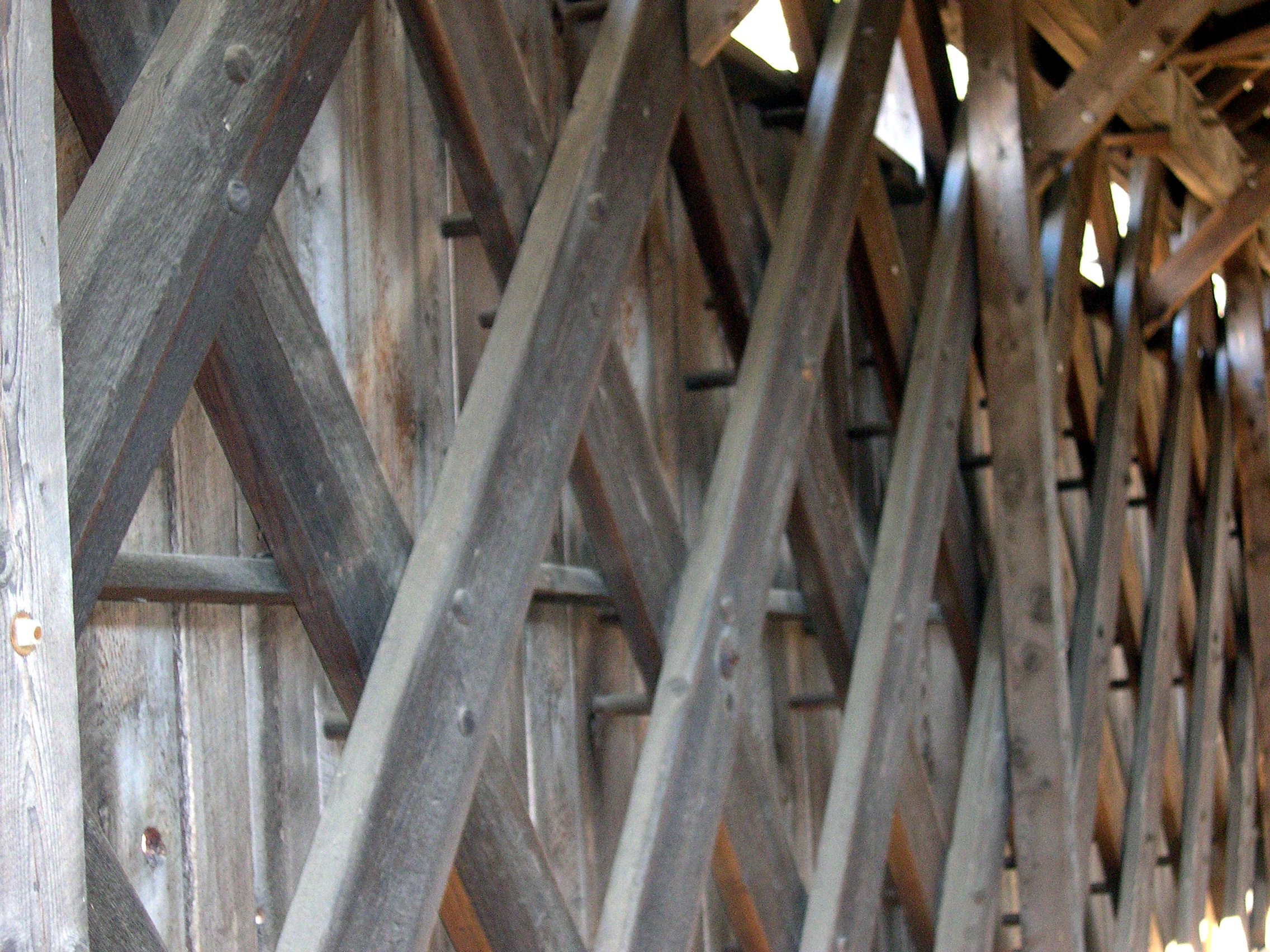
Seitenwand einer Brücke mit Town’schem Lattenträger

Eine gedeckte Brücke (englisch covered bridge) ist eine meist in Fachwerkbauweise errichtete Holzbrücke mit einem Dach zum Schutz vor Witterung. Zweck der Überdeckung ist der Schutz der tragenden Holzbalken vor Verwitterung, da ungeschützte Holzbalken schneller verwittern, zumal es in früherer Zeit noch keine chemischen Holzschutzmittel gab. Ungeschützte Holzbrücken müssen alle 10 bis 15 Jahre saniert werden. Meist gehören zur Deckung einer solchen Brücke zwei geschlossene Seitenwände; solche Brücken werden auch als Archenbrücken bezeichnet. Als gedeckte Brücken gelten aber auch Brücken, die zu den Seiten hin offen sind.
Ein weiterer Grund für den Bau gedeckter Brücken war früher, dass Pferde das rauschende Wasser scheuen und sich leichter über nahezu fensterlose geschlossene Brücken führen ließen.

## Verbreitung der Bauweise
Gedeckte Holzbrücken waren vom Spätmittelalter bis Ende des 19. Jahrhunderts in waldreichen Gebieten Europas weit verbreitet, ab Anfang des  19. Jahrhunderts auch in Nordamerika. Wegen der höheren Belastungen durch schwerere Fahrzeuge werden heute solche Brücken nur noch für untergeordnete Straßen sowie Fahrrad- und Fußwege gebaut.
In Europa gibt es heute noch etwa 200 gedeckte Brücken. In den USA sind hingegen ungefähr 1000 dieser Bauwerke erhalten, davon mehr als die Hälfte in den vier Bundesstaaten Pennsylvania, Ohio, Indiana und Vermont an der Ostküste, sowie im Bundesstaat Oregon an der Westküste. Es wird geschätzt, dass einst über 14.000 derartige Brücken in den USA existierten. In Kanada gibt es von ihnen noch 400. Auf den anderen Kontinenten wurden gedeckte Brücken kaum errichtet. Ausnahmen sind China, Japan, Indonesien und Vietnam, wo einige Brücken bekannt sind.
Gedeckte Brücken gelten in den Vereinigten Staaten als folkloristische Sinnbilder. Es werden deshalb auch Brücken, die kein hölzernes Tragwerk haben, mit Holzwänden und Dächern versehen. Diese Verkleidung wird im Englischen als Romantic Shelter, zu Deutsch Romantisches Schutzdach bezeichnet. Die Nachbildung gedeckter Brücken geht dabei so weit, dass diese Bauwerke ähnlich den richtigen gedeckten Brücken eine nationale Klassifikation haben.

## Geschichte
Nach dem Untergang des Römischen Reiches wurden in der Geschichte des Brückenbaus nur noch wenige Steinbrücken gebaut. Die meisten Brücken wurden aus Holz in Form von Jochbrücken errichtet. Im Spätmittelalter wurden diese Brücken zum Schutz der Holzkonstruktion mit einem Dach versehen. Beispiele dafür sind die Kapellbrücke in Luzern oder der Ponte Vecchio von Bassano del Grappa in Italien. Zwar sind von Renaissance-Architekten wie Andrea Palladio oder Leonardo da Vinci Entwürfe von hölzernen Brücken mit Tragwerken über der Fahrbahn bekannt, doch scheinen diese kaum umgesetzt worden zu sein.
Erst gegen Ende des 18. Jahrhunderts wurden gedeckte Brücken errichtet, die nicht mehr als Jochbrücken ausgebildet waren, sondern seitlich der Fahrbahn über Fachwerke aus Stabpolygonen verfügten. Diese Brücken wiesen Seitenwände auf, um das Tragwerk besser vor der Witterung zu schützen. Ihre größere Spannweite machte sie gegenüber Jochbrücken weniger empfindlich bezüglich Beschädigungen durch Eisgang im darunterliegenden Gewässer.
In der Schweiz erlangten im 18. Jahrhundert die Bauwerke der Gebrüder Hans Ulrich und Johannes Grubenmann größere Bekanntheit. Während die ersten Brücken noch mit Stabpolygonen errichtet wurden, gingen sie zu Bogenkonstruktionen über, die mit Spreng- und Hängewerk kombiniert waren. Ihre Brücken erreichten Spannweiten bis zu 60 m. Als bekanntestes Bauwerk gilt die Rheinbrücke Schaffhausens, die 120 m lang war und nur einen Zwischenpfeiler hatte. Grundlagen zur Berechnung der Brücken standen noch nicht zur Verfügung, weshalb vor dem Bau der Brücke maßstäbliche Modelle erstellt wurden, die den Bauherren zur Abnahme präsentiert wurden. Ihre kombinierte Technik wurde von den Brüdern Grubenmann dann auch im Bau weitgespannter Kirchendächer eingesetzt. In Europa bekannt wurde die 1778 von Johann Christian Adam Etzel (1743–1801; Onkel von Gottlieb Christian Eberhard von Etzel) gebaute Neckarbrücke Plochingen mit einer freitragenden Spannweite von 70 m, die 1905 völlig intakt der Erweiterung der Bahnhofanlagen weichen musste. Die 1955 original wieder aufgebaute gedeckte Holzbrücke Forbach (Nordschwarzwald) über die Murg, ursprünglich ab 1778 geplant und gebaut von Otto Lindemann, wird mit ihren 38 m Spannweite regional als die „längste freitragende, überdachte und aufgrund ihrer Stabilität befahrbare Holzbrücke in Europa“ bezeichnet. Die höchste gedeckte Brücke in Europa ist die Hohe Brücke zwischen den Orten Flüeli-Ranft und Kerns im Schweizer Kanton Obwalden, die die Grosse Melchaa in rund 100 m Höhe überspannt.
In Amerika war die erste gedeckte Brücke die 1806 von Timothy Palmer in Philadelphia über den Schuylkill River gebaute Permanent Bridge. Das hölzerne Tragwerk mit drei Bögen hatte die beachtliche Länge von 151 m. 1813 folgte flussaufwärts die Colossus Bridge von Lewis Wernwag mit dem seinerzeit mit 103,7 m weitest gespannten Bogen der Welt und 1815 die McCall’s Ferry Bridge von Theodore Burr über den Susquehanna River mit der größten Stützweite aller Holzbrücken von 109,73 m (360 ft). Die ersten Tragwerke gedeckter Brücken waren Kombinationen aus Bogen und Fachwerkträgern mit auf dem Bogen liegender Fahrbahn. Für eine horizontale Fahrbahn entwickelte Theodore Burr schon bald den Burr-Träger, bei dem die Fahrbahn seitlich neben dem Träger angeordnet und der Bogen in einen parallelgurtigen Fachwerkträger integriert war. Eine dieser Brücken ist die Roseman Covered Bridge. Sie war zentraler Handlungsort der Novelle „The Bridges of Madison County“ und deren Verfilmung „Die Brücken am Fluß“ mit Meryl Streep und Clint Eastwood, der auch Regie führte und Produzent war.
Ithiel Town erhielt 1820 das erste Patent für den nach ihm benannten Town’schen Lattenträger, einen hölzernen Gitterträger, der sich aus relativ leichten Teilen zusammensetzen ließ und einfach an verschiedene Tragwerkslängen anzupassen war.
Andere Brückenbauer ließen aus Konkurrenzgründen andere Fachwerkträger patentieren, wie beispielsweise William Howe 1840 den Howeträger, was zu einer Vielzahl von Fachwerkbrücken führte. Da die Baustatik noch nicht weit entwickelt war, beruhten diese Fachwerktypen oft mehr auf Erfahrungswerten und Annahmen als auf genauen Berechnungen.
Mit dem Aufkommen von Eisenbahnen mussten die Brücken für schwerere Lasten ausgelegt werden, so dass mehr und mehr Eisen und Stahl zum Einsatz kamen. Zuerst wurden die modernen Werkstoffe nur für Teile des Tragwerks, später für das ganze Tragwerk verwendet. Da diese Werkstoffe keinen Witterungsschutz benötigen, wurden fortan die meisten Brücken ohne Wetterschutz gebaut. Die Hyde Hall Bridge und die Hassenplug Bridge sind die ältesten noch existierenden gedeckten Brücken in den USA.

## Ausgewählte Beispiele von gedeckten Brücken
| Nr. | Name                                 | Ort                        | Land                 | Nutzung                   | Länge in Metern | Jahr der Fertigstellung | Bild                                              | Kommentar |
| --- | ------------------------------------ | -------------------------- | -------------------- | ------------------------- | --------------- | ----------------------- | ------------------------------------------------- | --- |
| 1   | Kapellbrücke                         | Luzern                     | Schweiz              | Fußgänger                 | 205             | 1365                    | Kapellbrücke, Luzern                              | Zweitlängste gedeckte Brücke Europas |
| 2   | Ponte Coperto                        | Pavia                      | Italien              | Straßenverkehr            | 216             | 1351–1354               | Holzbrücke Finstermünz                            | 1944 durch englische Luftangriffe zerstört, wurde es zwischen 1949 und 1951 wieder aufgebaut.                                           |
| 3   | Holzbrücke Finstermünz               | Nauders                    | Österreich, Schweiz  | Radfahrer, Fußgänger      | 17              | 1472                    | Holzbrücke Finstermünz                            | Grenzbrücke zwischen Tirol und Graubünden.                                                                                              |
| 4   | Ponte Vecchio                        | Bassano del Grappa         | Italien              | Radfahrer, Fußgänger      | 58              | 1567                    | Ponte Vecchio                                     | Von Andrea Palladio erbaute Jochbrücke mit Dach                                                                                         |
| 5   | Holzbrücke Bad Säckingen             | Bad Säckingen, Stein       | Schweiz, Deutschland | Radfahrer, Fußgänger      | 207             | 16. Jh.                 | Holzbrücke Bad Säckingen                          | Längste gedeckte Brücke Europas |
| 6   | Rheinbrücke Schaffhausen–Feuerthalen | Schaffhausen               | Schweiz              | Straßenverkehr            | 111             | 1758                    | Rheinbrücke Schaffhausen–Feuerthalen              | Bekanntestes Bauwerk von Hans Ulrich Grubenmann, durch die Franzosen zerstört 1799                                                      |
| 7   | Permanent Bridge                     | Philadelphia               | USA                  | Straßenverkehr            | 151             | 1805                    | Permanent Bridge                                  | Erste gedeckte Brücke in Amerika. Das Holztragwerk hat eine Länge von 168 m, die Gesamtlänge des Bauwerks mit den Vorbrücken war 396 m. |
| 8   | Colossus Bridge                      | Philadelphia               | USA                  | Straßenverkehr            | 122             | 1813                    | Colossus Bridge                                   | Zweitgrößte Stützweite (103,7 m) aller hölzernen Brücken weltweit. 1838 abgebrannt.                                                     |
| 9   | McCall’s Ferry Bridge                | Lancaster County           | USA                  | Straßenverkehr            | 183             | 1815                    | Bild eines Modells der Brücke                     | Größte Stützweite (109,73 m – 360 ft) aller hölzernen Brücken weltweit. Schon 1818 durch Eisgang zerstört.                              |
| 10  | Ströhberne Bruck’n                   | Edelschrott                | Österreich           | Fußgänger                 | 11,5            | 1816                    | Ströhberne Bruck’n                                | Beispiel für eine strohgedeckte Brücke. Durch Stauseebau 2,5 m verkürzt und einige Meter versetzt worden.                               |
| 11  | Worrall Covered Bridge               | Rockingham (Vermont)       | USA                  | Straßenverkehr            | 25              | 1870                    | Worrall Covered Bridge, Rockingham (Vermont), USA | Beispiel einer Brücke mit Town’schem Lattenträger.                                                                                      |
| 12  | Contoocook Railroad Bridge           | Contoocook (New Hampshire) | USA                  | Eisenbahn                 | 44              | 1870                    | Contoocook Railroad Bridge                        | Eisenbahnbrücke mit Town’schem Lattenträger.                                                                                            |
| 13  | Hartland Bridge                      | Hartland                   | Kanada               | Straßenverkehr            | 391             | 1901                    | Hartland Bridge                                   | Längste gedeckte Brücke der Welt. |
| 14  | Office Bridge                        | Westfir (Oregon)           | USA                  | Straßenverkehr, Fußgänger | 56              | 1944                    |                                                   | Beispiel einer gedeckten Brücke mit separatem Fußgängerweg.                                                                             |

## Weitere Beispiele aus dem deutschsprachigen Raum

### Schweiz

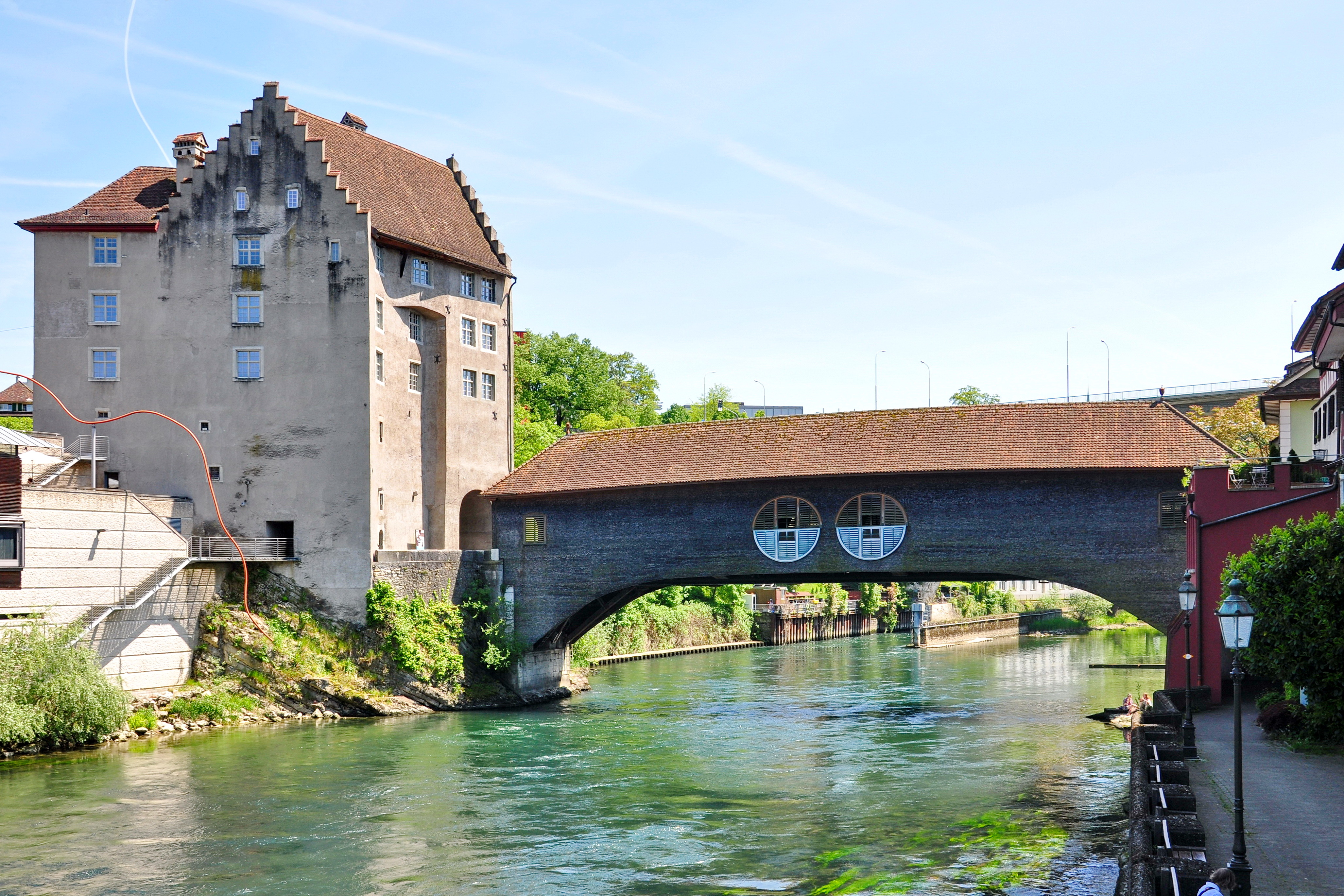
Holzbrücke Baden
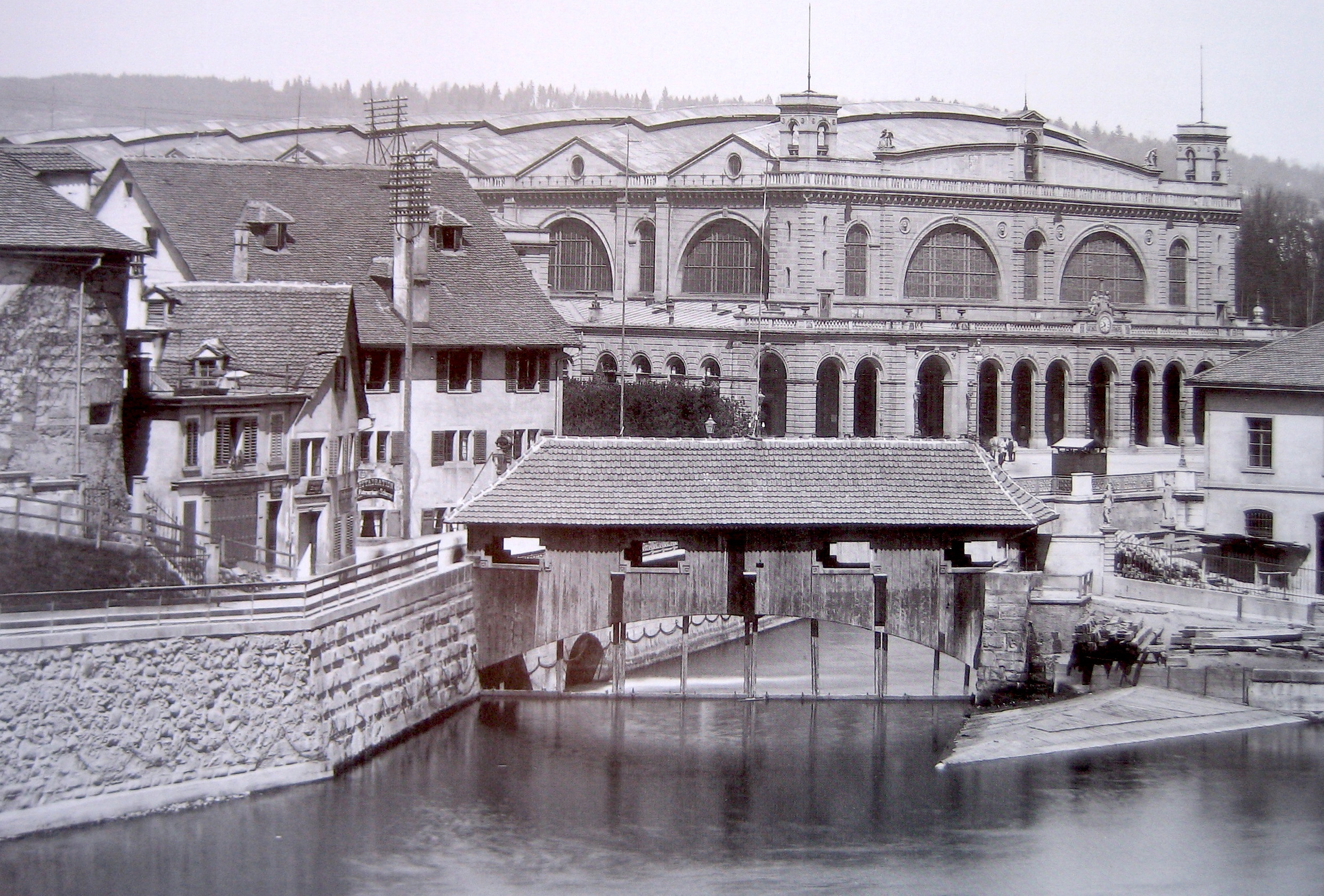
Gedecktes Brüggli in Zürich, 1950 abgebrochen
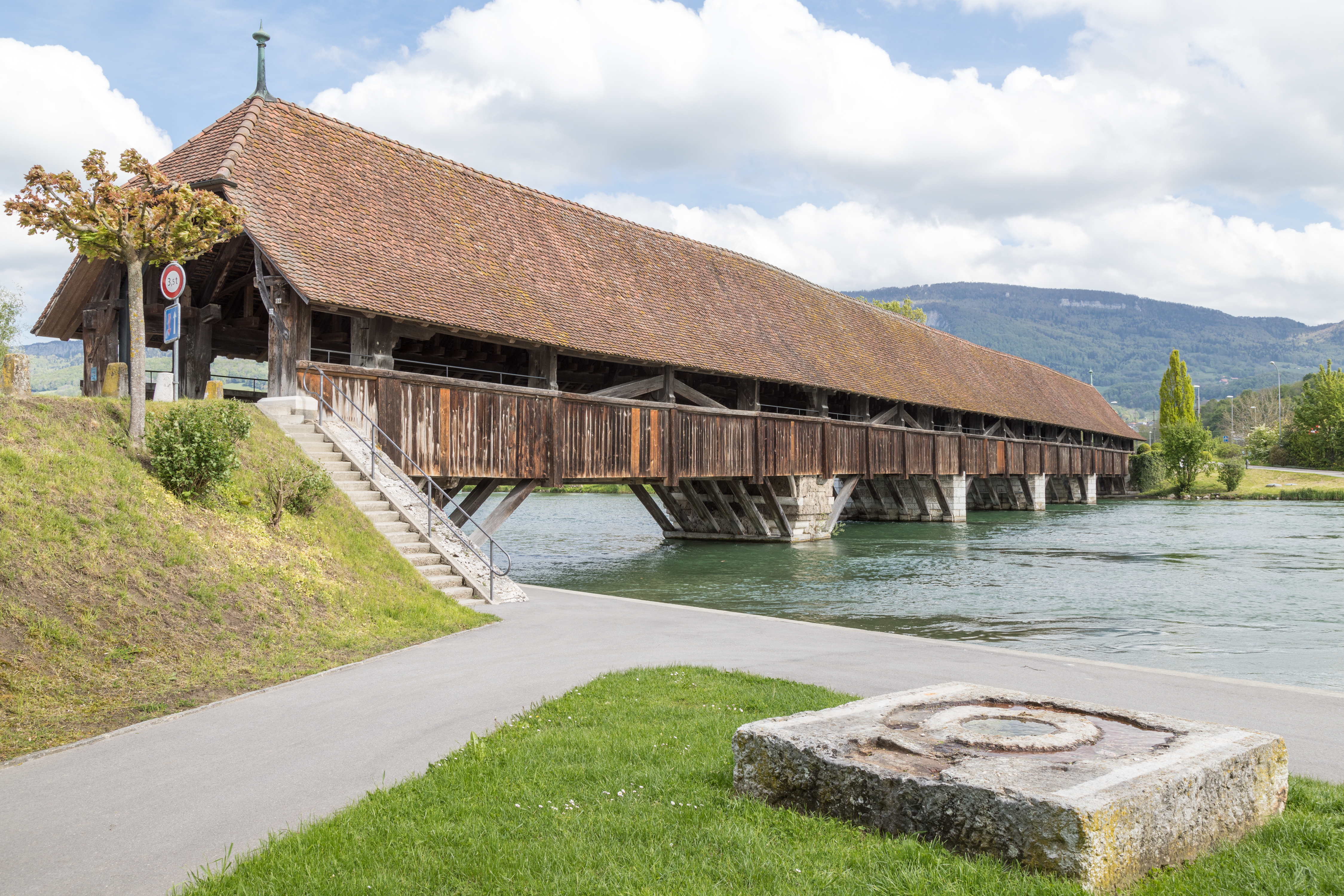
Gedeckte Holzbrücke in Wangen a. d. Aare
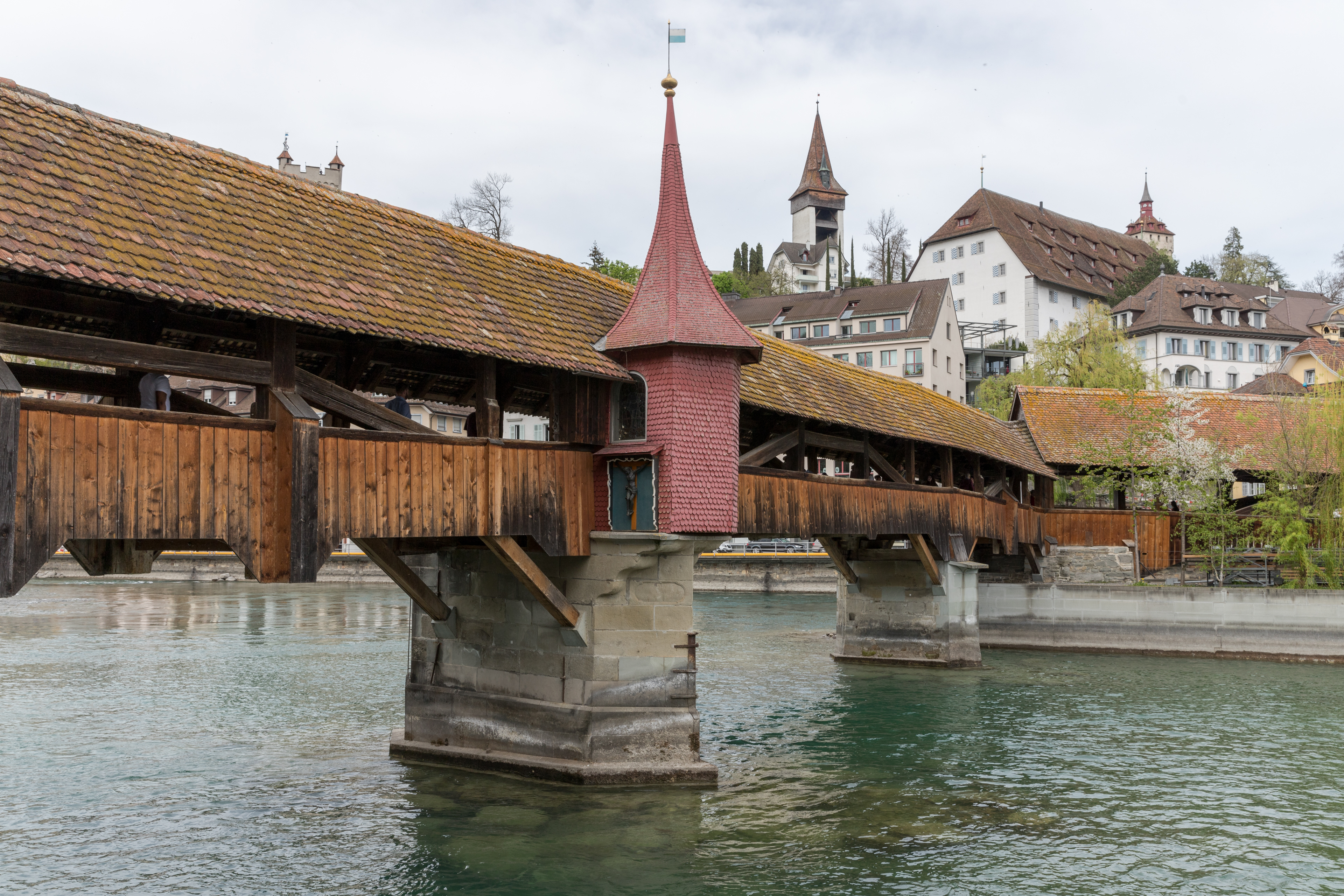
Spreuerbrücke (mit Kapelle) in Luzern

### Schweiz– Liechtenstein

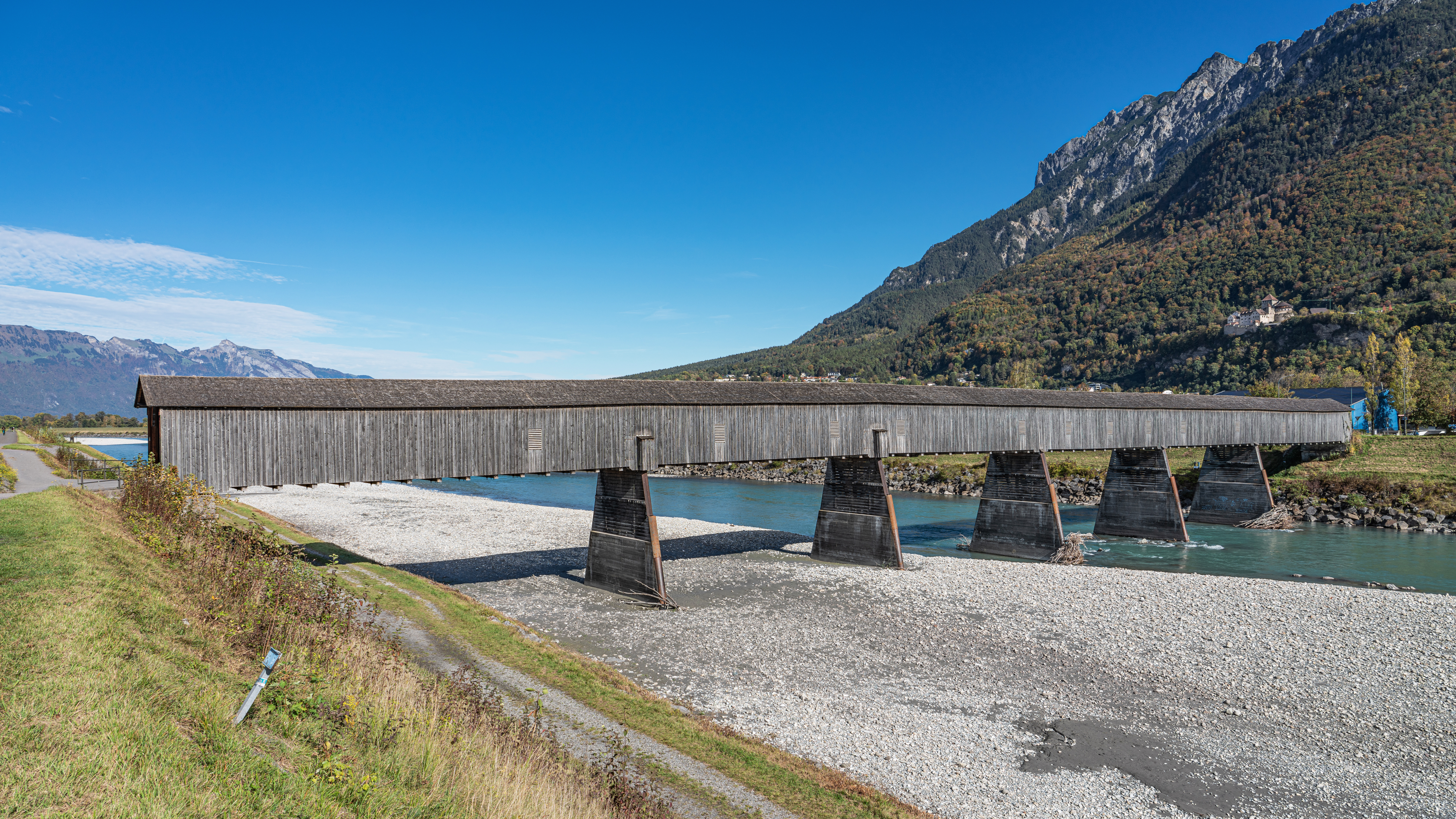
Alte Rheinbrücke Vaduz–Sevelen

### Schweiz– Deutschland

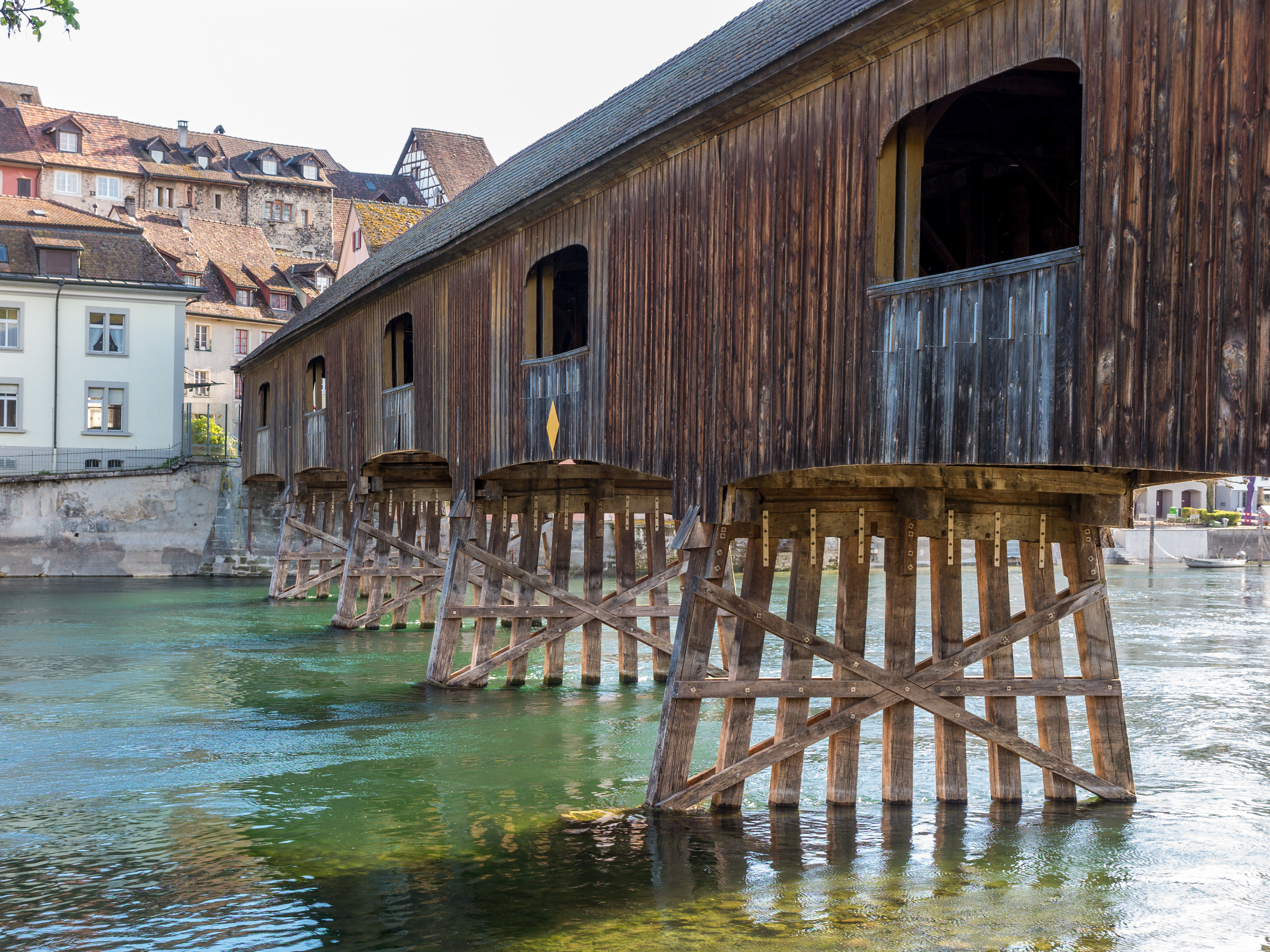
Auf Pfahljochen ruhende Rheinbrücke Diessenhofen–Gailingen
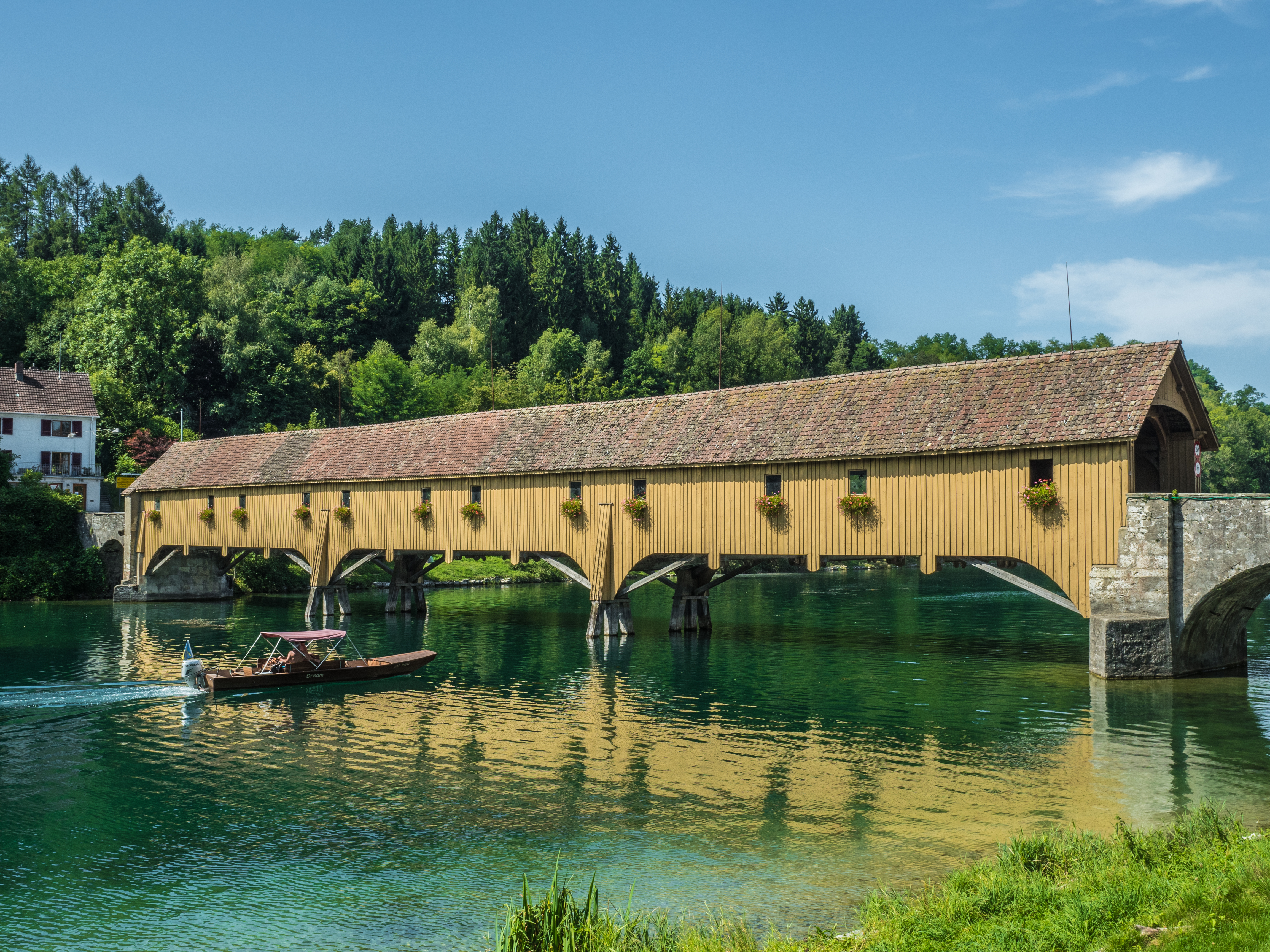
Rheinbrücke Rheinau–Altenburg

### Deutschland

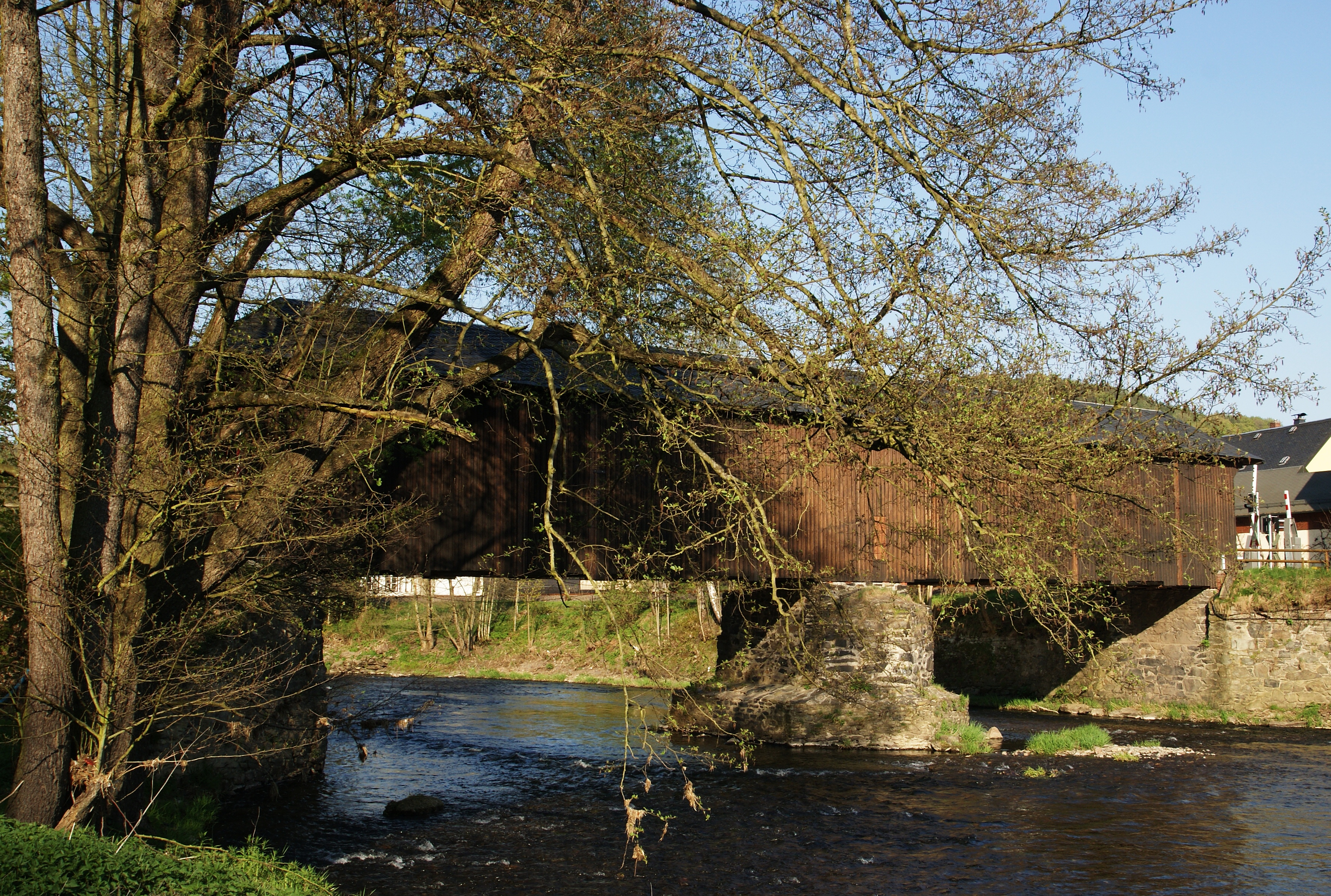
Holzbrücke Hennersdorf
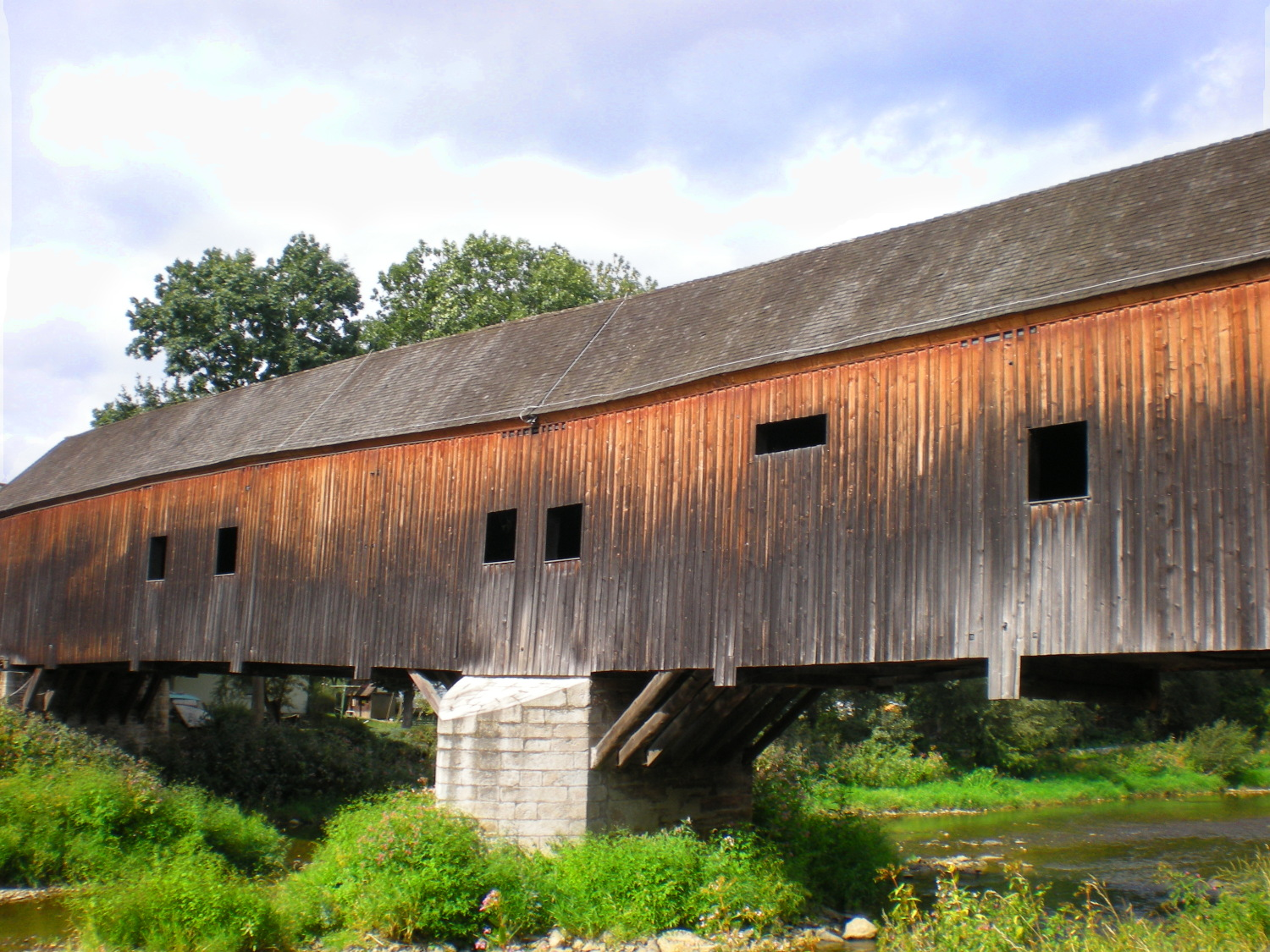
Historische Holzbrücke Wünschendorf
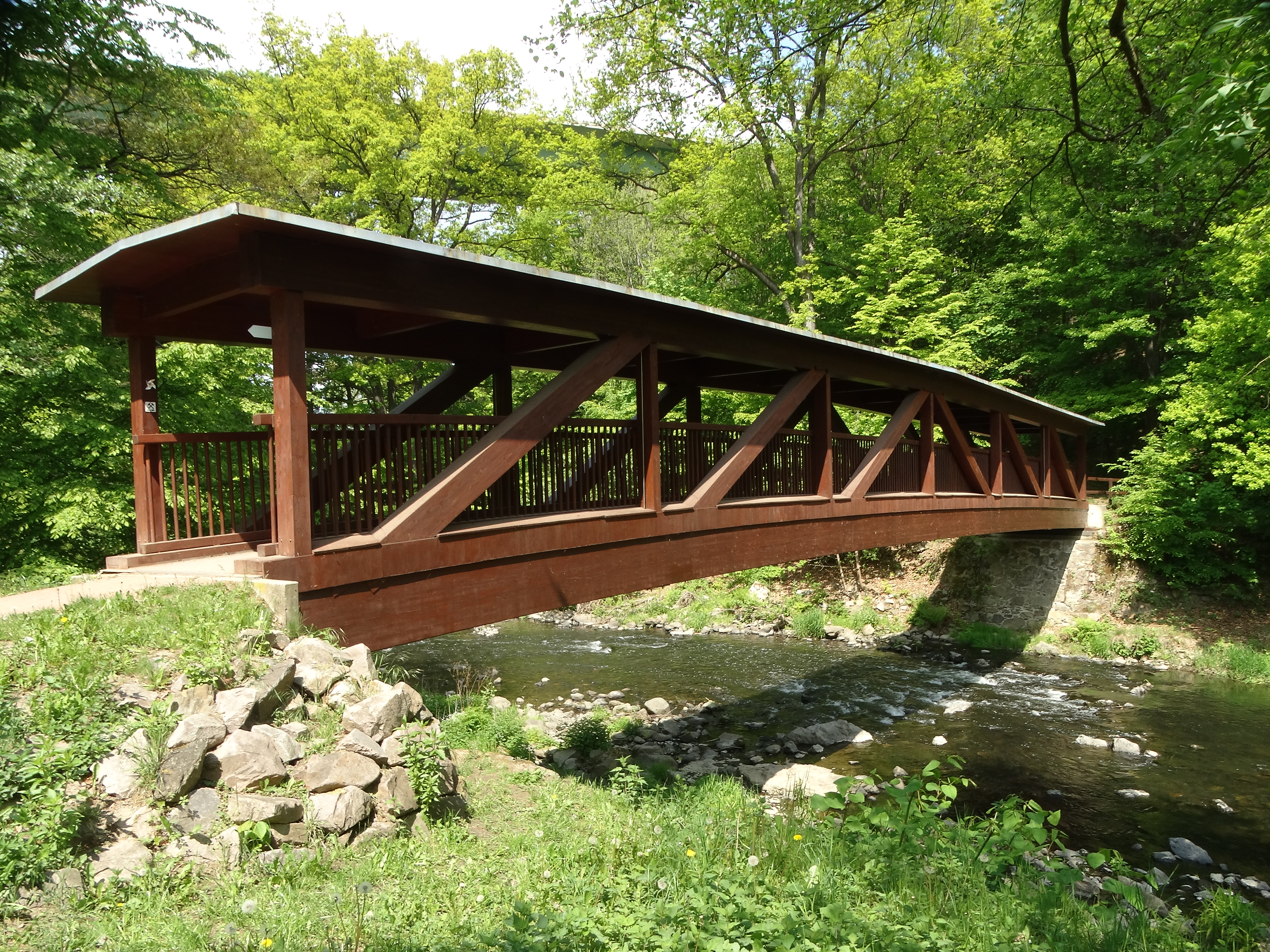
Gedeckte Fußgängerbrücke südlich von Nossen
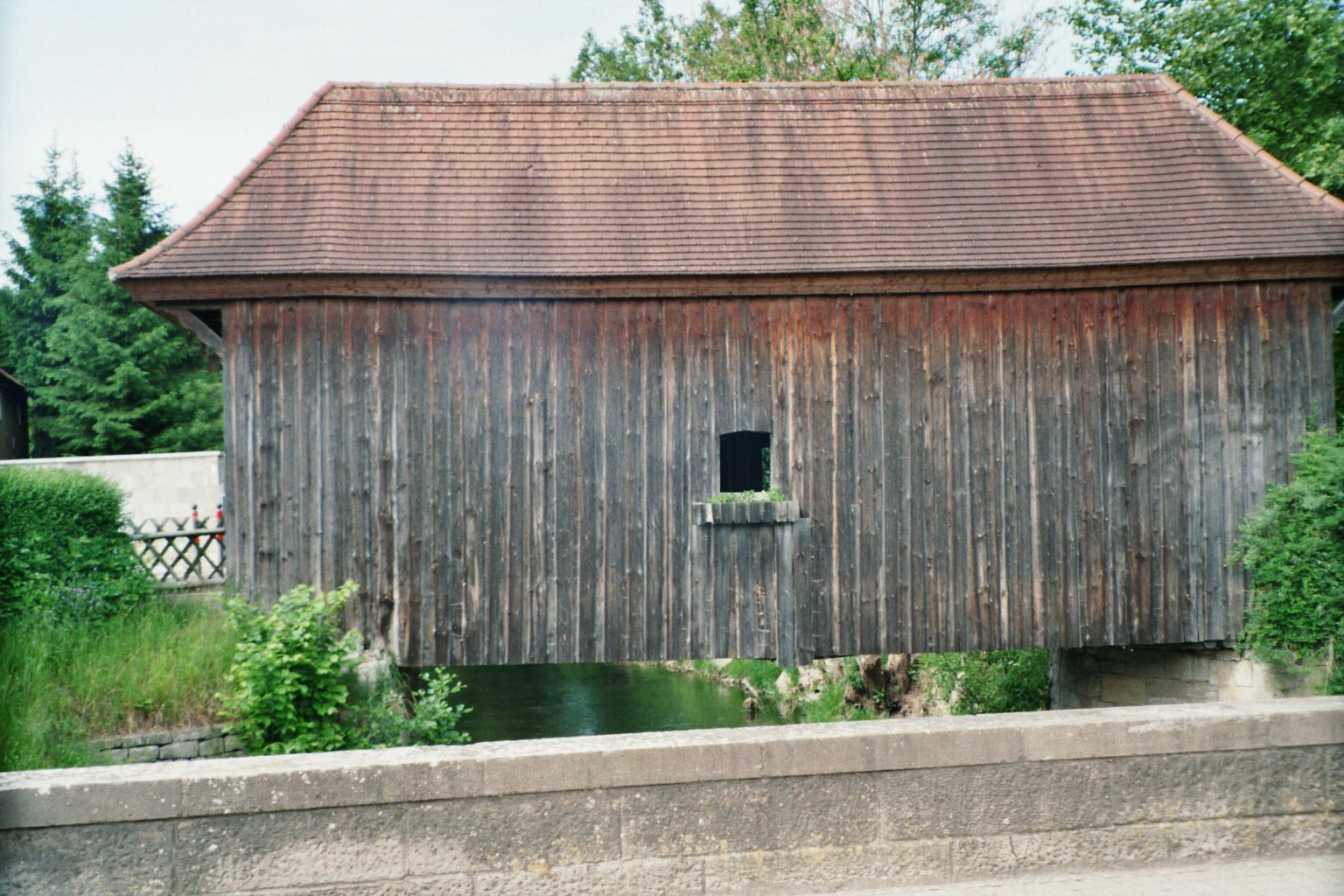
Hausbrücke über die Ilm in Großheringen, Thüringen
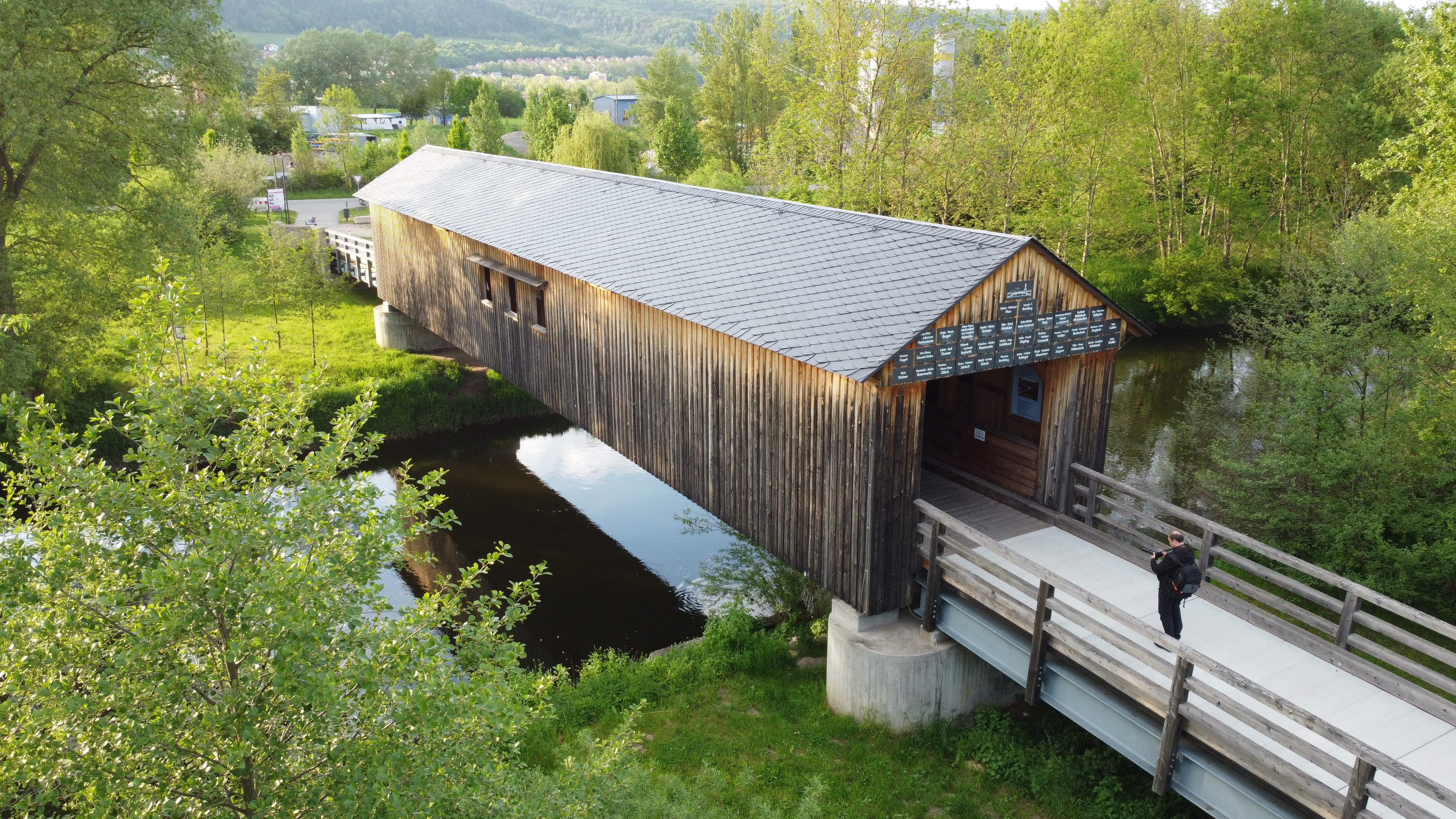
Kunitzer Hausbrücke über die Saale bei Jena, Thüringen

### Österreich

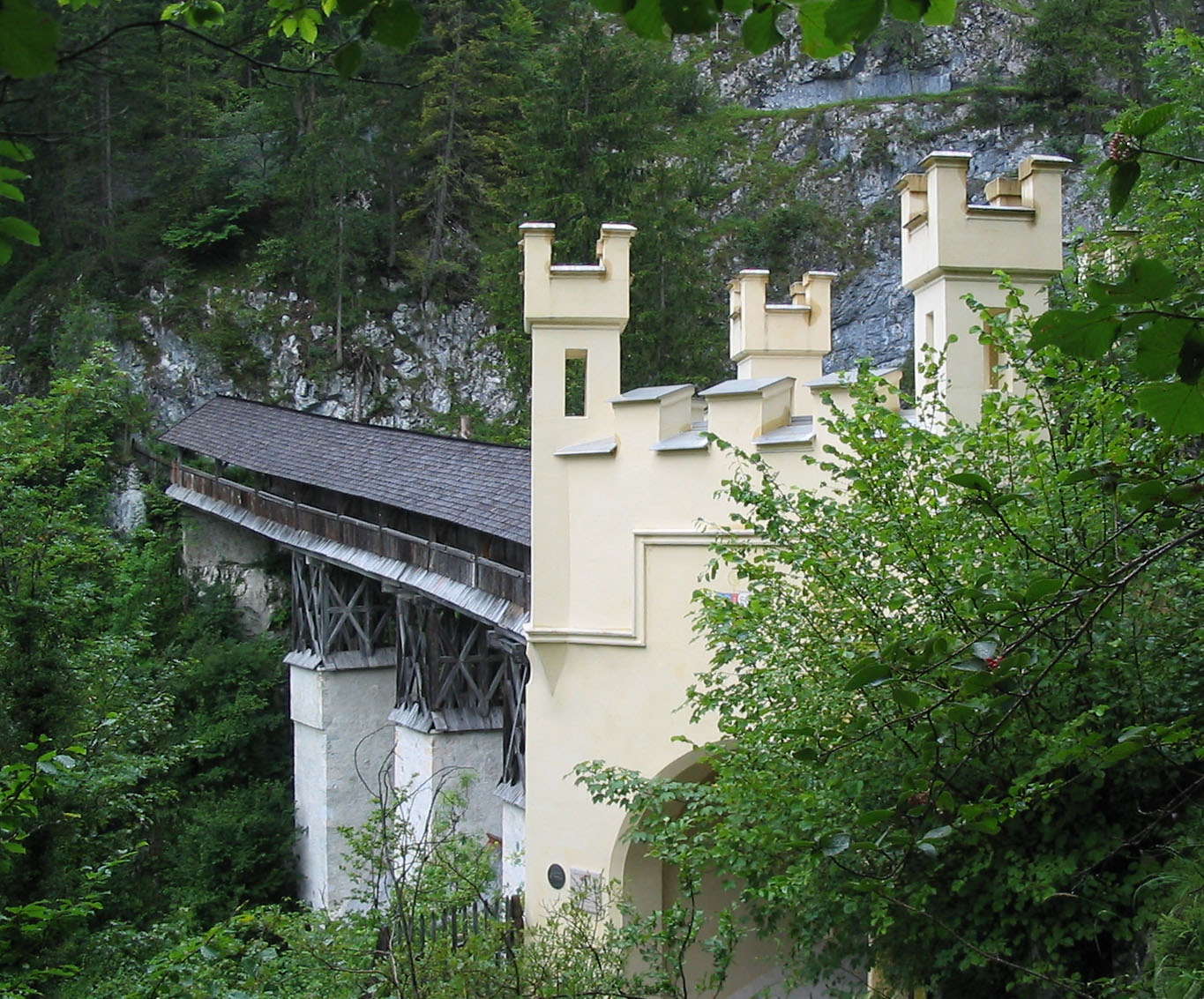
Hohe Brücke (St. Georgenberg)
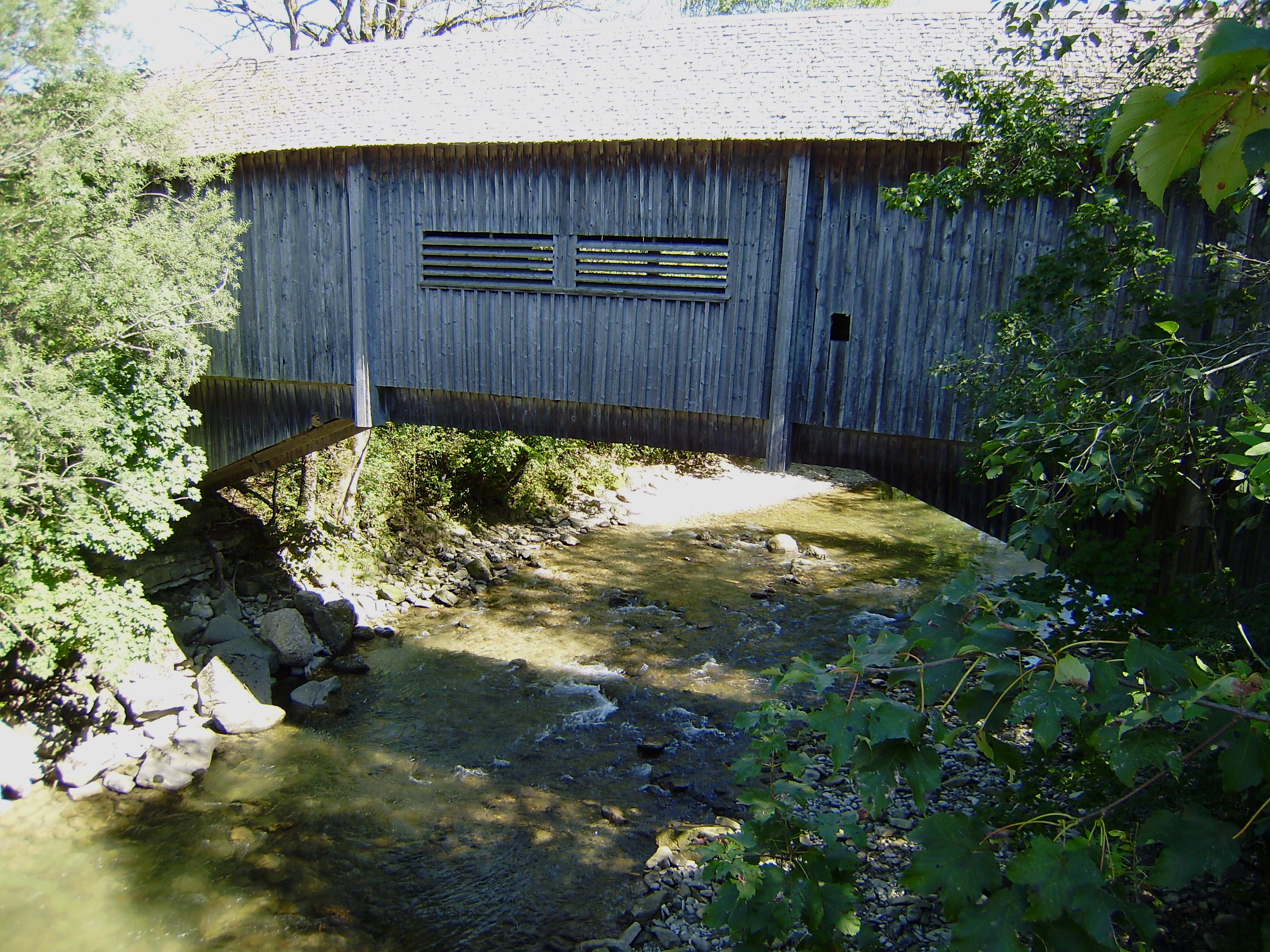
Gschwendmühlbrücke